# Resultados do Carnaval de Campos dos Goytacazes em 2011
O Carnaval de Campos dos Goytacazes em 2011 aconteceu entre 29 de abril (sexta-feira) e 1º de maio (domingo), contando com a participação total de 11 blocos e 17 escolas de samba da cidade, além das convidadas Unidos da Tijuca e Mangueira, da cidade do Rio de Janeiro, e Porto da Pedra, de São Gonçalo.
O evento aconteceu na Avenida Alberto Lamego.

## Escolas de samba

### Grupo Especial

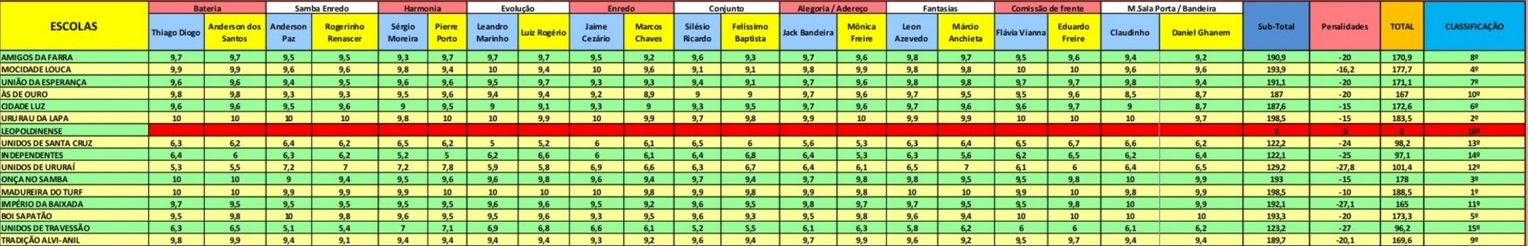
Mapa de notas do Carnaval de Campos, 2011.

| Pos | Escolas            | Classificação ou rebaixamento | Ref         |
| --- | ------------------ | ----------------------------- | ----------- |
| 1   | Madureira do Turfe | Campeã de 2011                | [ 2 ] [ 3 ] |
| 2   | Ururau da Lapa     |                               | [ 2 ] [ 3 ] |
| 3   | Onça no Samba      |                               | [ 2 ] [ 3 ] |
| 4   | Mocidade Louca     |                               | [ 2 ] [ 3 ] |
| 5   | Boi Sapatão        |                               | [ 2 ] [ 3 ] |
| 6   | Cidade Luz         |                               | [ 2 ] [ 3 ] |
| 7   | União da Esperança |                               | [ 2 ] [ 3 ] |
| 8   | Amigos da Farra    |                               | [ 2 ] [ 3 ] |
| 9   | Tradição Alvi Anil |                               | [ 2 ] [ 3 ] |

### Grupo de acesso
| Pos | Escolas              | Classificação ou rebaixamento | Ref   |
| --- | -------------------- | ----------------------------- | ----- |
| 1   | Ás de Ouro           | Grupo Especial em 2011        | [ 2 ] |
| 2   | Império da Baixada   |                               | [ 2 ] |
| 3   | Unidos de Ururaí     |                               | [ 2 ] |
| 4   | Unidos de Santa Cruz |                               | [ 2 ] |
| 5   | Independentes        |                               | [ 2 ] |
| 6   | Unidos de Travessão  |                               | [ 2 ] |
| 7   | Leopoldinense        |                               | [ 2 ] |

## Blocos
| Pos | Escolas                  | Classificação ou rebaixamento | Ref   |
| --- | ------------------------ | ----------------------------- | ----- |
| 1   | Os Psicodélicos          | Campeã de 2011                | [ 4 ] |
| 2   | Caprichosos de Guarus    |                               | [ 4 ] |
| 3   | Unidos de Nova Brasília  |                               | [ 4 ] |
| 4   | União Feliz              |                               | [ 4 ] |
| 5   | Castelo do Parque Aurora |                               | [ 4 ] |
| 6   | Verde e Branco           |                               | [ 4 ] |